# Eric Jespersen
Eric Jespersen, né le 18 octobre 1961 à Port Alberni (Colombie-Britannique), est un skipper canadien.

## Carrière
Eric Jespersen remporte avec Ross MacDonald la médaille de bronze en classe Star aux Jeux olympiques d'été de 1992 se tenant à Barcelone. Avec le même coéquipier et dans la même classe, il termine quatorzième de l'épreuve aux Jeux olympiques d'été de 1996 qui se déroulent à Atlanta.